# Petras Rimša

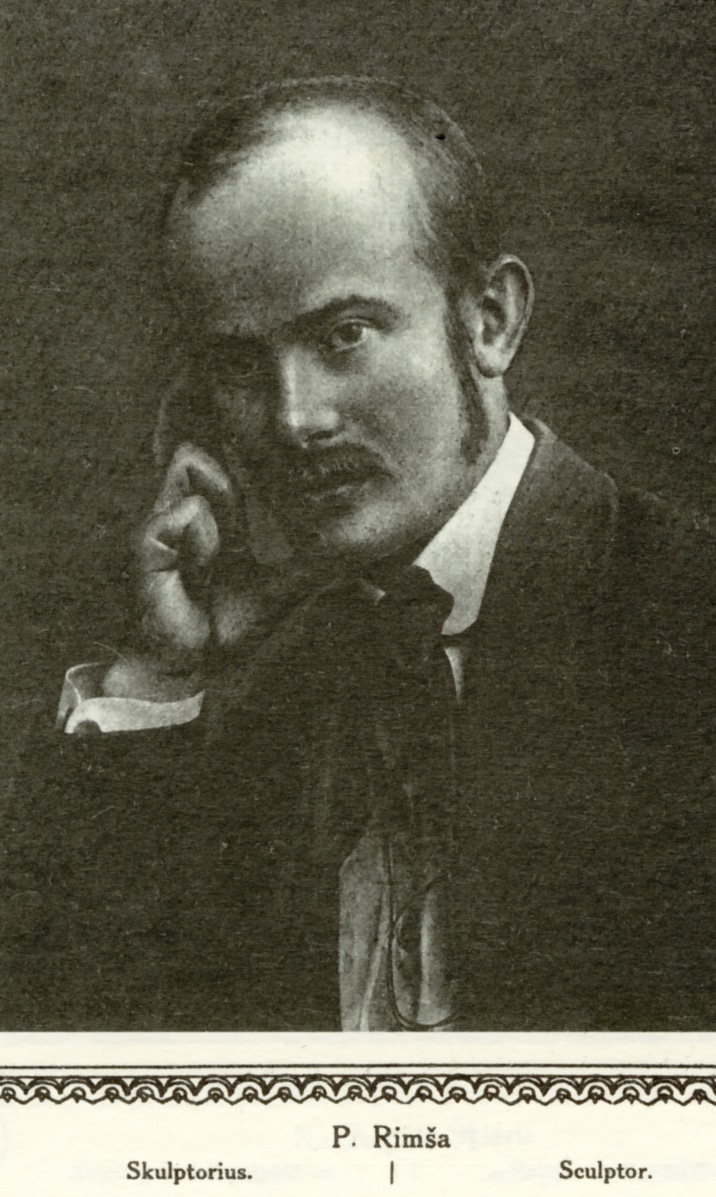
Bildnis von Petras Rimša

Petras Rimša (* 3. November 1881  in Margiai, jetzt Naudžiai bei Vilkaviškis, Wolost Paežeriai, Bezirk Vilkaviškis, Russland; † 2. Oktober 1961 in Kaunas) war ein litauischer Skulptor, Grafiker und Medailleur.

## Leben
Sein Bruder war der Buchhändler Juozas Rimša. Petras Rimša lernte in der Grundschule Paežeriai. Sein Vater starb in seiner Jugend. Sein älterer Bruder Juozas wurde nach Russland deportiert. Petras Rimša lebte in Vilnius, danach in Warschau, ab 1902 in Paris. Dort  lernte er den Architekten Antanas Vivulskis kennen. Dieser machte ihn mit dem Professor A. Mersje von École nationale supérieure des beaux-arts de Paris bekannt. Rimša legte die Skulptur-Prüfung ab und wurde sein Schüler in seiner Werkstatt.
Ab 1905 studierte er an der Kunstakademie Krakau in Polen.
Ab 1919 lebte er in Litauen, ab 1920 in Kaunas, Berlin, USA.
Sein Grab befindet sich im Friedhof Petrašiūnai in Kaunas.

## Ehrungen

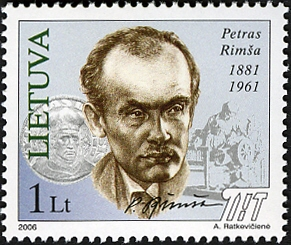
Briefmarke 2006 zu Ehren von Petras Rimša

- 1945 Verdienter Künstler der LiSSR
- 1954 Volkskünstler der LiSSR